# Andrej Matveev (sollevatore)
Andrej Matveev (in russo Андрей Матвеев?; 26 aprile 1971) è un ex sollevatore russo che ha gareggiato nella categoria dei pesi leggeri (fino a 69 kg).

## Carriera
Nel 2001 Andrej Matveev vinse la medaglia d'argento ai Campionati europei di Trenčín con 322,5 kg. nel totale, stesso risultato del vincitore, il turco Ekrem Celil, il quale si aggiudicò la medaglia d'oro grazie al suo peso corporeo leggermente inferiore a quello di Matveev.
Nello stesso anno Matveev ottenne il 4º posto finale ai Campionati mondiali di Antalya con 327,5 kg. nel totale, che rimase il suo miglior piazzamento in una competizione mondiale.